# Meet the Jazztet
Meet the Jazztet ist ein Jazz-Album des Art-Farmer/Benny-Golson-Jazztet, aufgenommen am 6., 9. und 10. Februar 1960 und veröffentlicht auf Argo Records. Es war das Debütalbum dieser Formation, die – mit zahlreichen Umbesetzungen – noch bis 1962 bestand. Die Aufnahmen erschienen 2004 in der Edition The Complete Argo/Mercury Art Farmer/Benny Golson/Jazztet Sessions bei Mosaic Records.

## Das Art Farmer/Benny Golson Jazztet
Art Farmer und Benny Golson begegneten sich bereits 1953 in Lionel Hamptons Band und arbeiteten Ende der 1950er Jahre mehrmals zusammen, so bei George Russells Album New York, N.Y. 1958. Bei Art Blakey lernte Golson den Posaunisten Curtis Fuller kennen und wirkte 1958/59 in dessen Curtis Fuller Jazztet(te) mit (wie beim Album Blues-ette im Mai 1959), das eine Art Vorläufer-Ensemble des Art Farmer/Benny Golson Jazztet gewesen war.
Als Benny Golson ein Sextett gründen wollte, nahm er Art Farmer als Co-Leader auf; Curtis Fuller fungierte als weiterer Leader und Namensgeber des neuen Art Farmer/Benny Golson Jazztet. Farmer stellte seinen Bruder, den Bassisten Addison Farmer ein; hinzu kam noch der Schlagzeuger Dave Bailey. Golson holte als Pianisten den erst 19-jährigen McCoy Tyner in die Band; diese debütierte dann im November 1959 im New Yorker Five Spot-Club, wo kurz danach auch Ornette Coleman auftrat. Am 17. Dezember entstand auf Savoy Records unter Curtis Fullers Leitung das Album Imagination – The Curtis Fuller Jazztette, mit Golson, Tyner und Dave Bailey; an Stelle von Art Farmer spielte hier Thad Jones Trompete, für seinen Bruder Addison kam Jimmy Garrison hinzu. Dave Bailey wurde schließlich um die Jahreswende vor den ersten Plattenaufnahmen des Jazztet durch Lex Humphries ersetzt, einen jungen Schlagzeuger, der zuvor u. a. bei Dizzy Gillespie und Donald Byrd gespielt hatte.

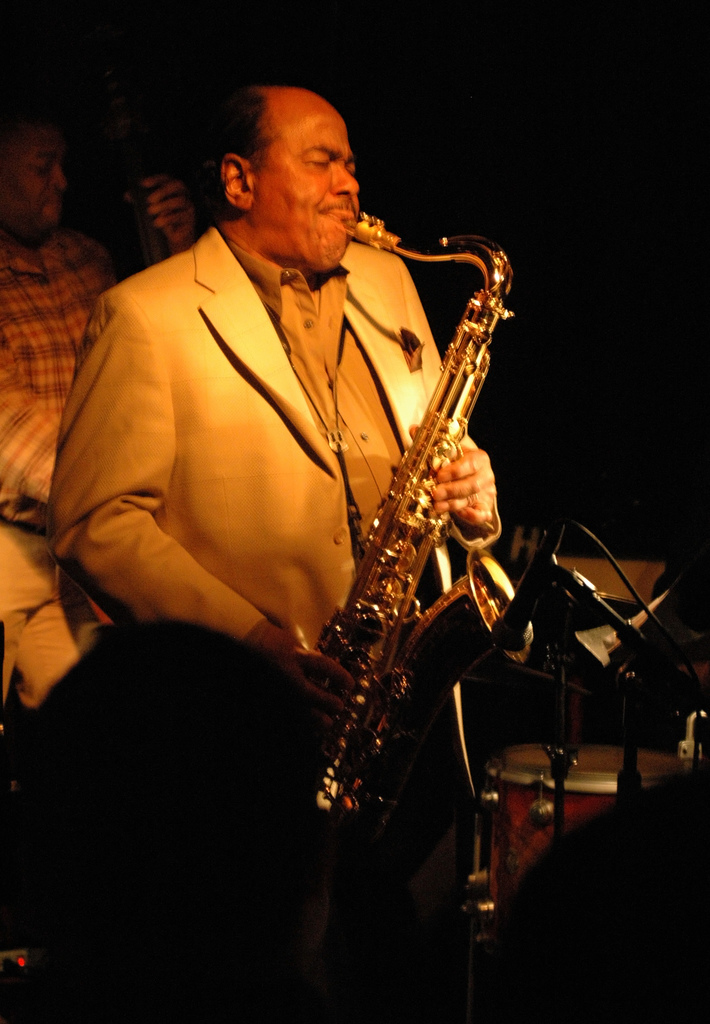
Benny Golson; 2006

Meet the Jazztet blieb Fullers und Tyners einzige Aufnahme mit dem Original Art Farmer/Benny Golson Jazztet; es bestand noch bis 1962 und erlebte dann in den 1980er Jahren mit Farmer, Golson und Fuller ein kurzes Comeback.
Nach den Aufnahmen für Meet the Jazztet kam es zu den ersten Umbesetzungen; für Curtis Fuller kam Tom McIntosh, für Tyner Cedar Walton (für lediglich ein Album Tommy Flanagan), für Addison Farmer der relativ unbekannt gebliebene Tommy Williams und für Humphries Albert „Tootie“ Heath. Die Formation nahm noch drei weitere LPs für Argo auf, Mit Jahresbeginn 1962 wechselte das Jazztet zum Major-Label Mercury Records; es entstanden vor der Auflösung der Band noch die Alben Here and Now und Another Git Together. Die gesammelten Aufnahmen des Jazztet samt den Solo-Projekten Golsons und Farmers aus dieser Argo/Mercury-Phase erschienen 2004 in der Edition The Complete Argo/Mercury Art Farmer/Benny Golson/Jazztet Sessions bei Mosaic Records.

## Das Album
Das kleine Schallplattenlabel Argo Records hatte sich bislang auf Hits von Ramsey Lewis und Ahmad Jamal konzentriert und gedachte, diese Erfolgsreihe fortzusetzen; daraus erklärt sich die Kürze der zehn Titel, die im Februar 1960 entstanden und auch als Single-Auskopplungen tauglich sein mussten; eine solche Hit-Veröffentlichung war der Golson-Titel „Killer Joe“, mit der gesprochenen Einleitung des Saxophonisten ihr erstes Album beendete.
Die LP begann mit Leroy Andersons „Serenata“ im 6/8-Takt der Melodie, der von Golson sogleich unterbrochen wird; Golson und Art Farmer spielen dann zwei Chorusse in 4/4-Takt, bis wieder in 6/8 die ursprüngliche Melodie einsetzt. Der Film Porgy and Bess von 1959 führte zu einer Vielzahl von Jazz-Adaptionen bekannter George-Gershwin-Themen; hier spielt das Jazztet den Jazzstandard It Ain’t Necessarily So, der zu den populärsten Themen aus Gershwins Oper gehörte. Das Stück wird hier im Medium-Tempo gespielt; Solisten sind zweimal Farmer (mit gestopfter und offener Trompete), Golson und Fuller. Der Klassiker von Tin Pan Alley (1920), Vincent Roses und Al Jolsons Avalon ist hier Grundlage für eine klassische Hardbop blowing session in schnellem Tempo; die Melodie wird erst in den letzten Chorussen erkennbar. Das folgende I Remember Clifford gehört zu den bekanntesten Kompositionen Benny Golsons; er schrieb ihn als Erinnerung an den tödlich verunglückten Clifford Brown, der mit Art Farmer in Lionel Hamptons trumpet section gesessen hatte. Hauptsolist ist deshalb Art Farmer.

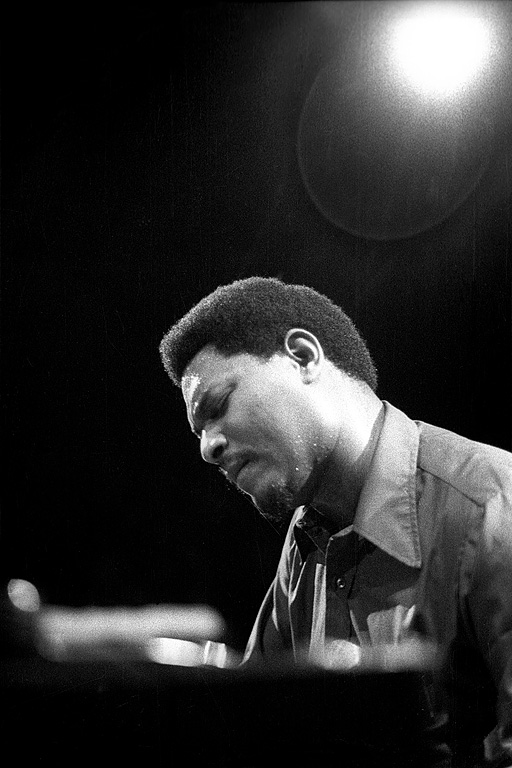
McCoy Tyner (1973)

Ebenfalls aus der Feder Golsons stammt der Blues March, der durch die Version der Jazz Messengers populär wurde, die vier Monate später entstand. Lex Humphries spielt einleitend Figuren einer Parade; dann leitet er über zu den Solo-Chorussen von Farmer und Fuller. Farmer antwortet dann mit kurzen Riffs auf Fullers Solospiel. Cole Porters It’s All Right with Me wurde im Jazz vor allem mit der Version des Quintetts Jay Jay Johnson / Kai Winding von 1955 in Verbindung gebracht; Curtis Fuller hatte den Titel zuvor auf seinem Arabia-Album mit Golson eingespielt. Die beiden Co-Leader spielen hier die Unisono-Einleitung; dann setzt Fuller zu einem Solo ein, Ensemblepassagen unterbrechen immer wieder seinen Vortrag. Park Avenue Petite ist eine eher unbekannte Komposition Golsons; die Ballade hatte kurz zuvor Blue Mitchell mit dem Saxophonisten eingespielt. Nach Tyners Einleitung spielt Farmer mit Dämpfer, ebenso Fuller; dann kehrt Farmer für die letzten acht Takte mit offener Trompete zurück.
Das Up-Tempo Stück Mox Nix steuerte Art Farmer bei; den Blues hatte Farmer zuvor auf seinem Album Modern Art aufgenommen. Leo Robins / Ralph Raingers Broadway-Klassiker Easy Living von 1937 ist ein Feature für Golsons Balladenspiel, nachdem Farmer mit einer kurzen Einleitung eröffnet hatte. Golson erinnert mit seinem warmen Ton an Ben Webster und Lucky Thompson.
Killer Joe war der Titel, der zu Beginn der 1960er Jahre ungemein zur Popularität des Jazztet beitrug. Art Farmer spielt mit gedämpftem Horn; Fuller integriert in sein Solo Anspielungen auf Little White Lies und I Remember April und Tyners Spiel erinnert an Red Garland.

## Titel

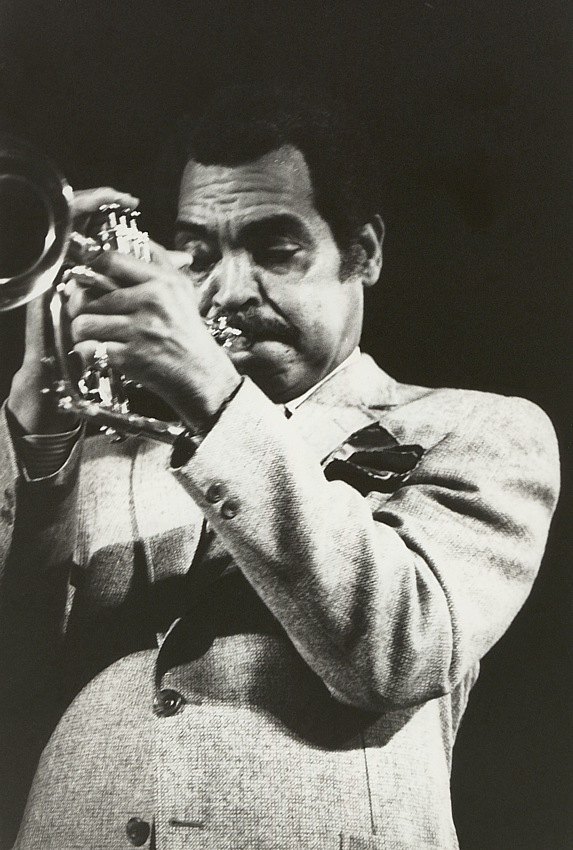
Art Farmer

The Art Farmer / Benny Golson Jazztet – Meet the Jazztet  (Argo LP 664)
1. Serenata (Leroy Anderson) 3:30
2. It Ain’t Necessarily So (Gershwin) 4:28
3. Avalon (Vincent Rose/Al Jolson) 3:28
4. I Remember Clifford (Golson) 3:10
5. Blues March (Golson) 5:17
6. It’s All Right with Me (Cole Porter) 3:54
7. Park Avenue Petite (Golson) 3:41
8. Mox Nix (Art Farmer) 4:02
9. Easy Living (Leo Robin/Ralph Rainger) 3:34
10. Killer Joe (Golson) 4:58

## Bewertung des Albums
Richard Cook und Brian Morton bewerteten die Aufnahmen des Jazztet im Penguin Guide to Jazz als exzellente small group-Alben, die auf der gleichen Stufe wie die in der gleichen Ära entstandenen Jazz Messengers-Aufnahmen.
 Der Musikjournalist Bob Blumenthal zitiert in den liner notes zur Neuausgabe der Jazztet-Sessions den Down-Beat-Kritiker Gene Lees, der 1960 in einer Cover Story vom „ausbalancierten Amalgam von formal ausgeschriebenen Strukturen und freiem Spiel – dem lang gesuchten Gral des Jazz“ sprach.
Scott Yanow verlieh dem Album im All Music Guide die höchste Bewertung; es sei klassischer Hardbop; es enthalte hervorragende Soli von Art Farmer, Curtis Fuller, Benny Golson und dem Pianisten McCoy Tyner, der damit sein Aufnahmedebüt hatte. Highlights seien insbesondere die Golson-Kompositionen, die Originalversion von Killer Joe sowie die Versionen von I Remember Clifford und dem Blues March.